# Касангулу
Касангулу (фр. Kasangulu) — город в провинции Центральное Конго Демократической Республики Конго. Расположен к югу от Киншасы, на высоте 339 м над уровнем моря
В 2010 году население города по оценкам составляло 30 724 человека.
Касангулу — железнодорожная станция на линии Матади—Киншаса.